# Mehlmeisel
Mehlmeisel là một đô thị ở huyện Bayreuth bang Bayern nước Đức. Đô thị Mehlmeisel có diện tích 13,23 km², dân số thời điểm ngày 31 tháng 12 năm 2006 là 1392 người.